# Tęgogłowik wielobarwny
Tęgogłowik wielobarwny, brodacz wielkodzioby (Semnornis ramphastinus) – gatunek małego ptaka z rodziny tukanowatych (Ramphastidae). Występuje w Andach zachodniej Kolumbii i Ekwadoru, jest tam endemitem. Ma podwyższone ryzyko wyginięcia.

## Podgatunki i występowanie
Wyróżnia się dwa podgatunki, które zamieszkują:
- Semnornis ramphastinus ramphastinus (Jardine, 1855) – północno-zachodni i zachodnio-środkowy Ekwador
- Semnornis ramphastinus caucae Gyldenstolpe, 1941 – południowo-zachodnia Kolumbia

## Morfologia
Wygląd
Występuje prawie niewidoczny dymorfizm płciowy – samiec ma na głowie czarny czubek, a samica ma gładkie ciemię. Gruby, kremowy dziób, na końcu trochę ciemniejszy. Jest zakończony czarnym paskiem, nie sięga do końca dzioba, wygląda jak opaska. Ma czerwone oczy. Cały wierzch głowy czarny, aż do karku i tam ma równy, nierozmazany koniec. Spodnia część głowy, łącznie z gardłem i najbardziej górną częścią piersi jasnoszara, jednolita. Wchodzi trochę na czarną czapeczkę, a dalej rozmywa się w białą plamę. Ta plama po lewej ma jakby gładki trójkąt zagięty w lewo i zwrócony dolną, płaską częścią do środka plamy (śr. p.). Po prawej stronie białe półkole zwrócone spodem do śr. p.; nad nim jakby koniec zaokrąglonego długopisu, zwrócony spodem do śr. p. Potem idzie trochę do góry i zakręca do jednego z wierzchołków lewego trójkąta. Szary „śliniaczek” kończy jakby na przedłużeniu linii końca ciemienia. Wierzch ciała i barkówki oliwkowe. Kuper i pokrywy nadogonowe żółte, a wierzch ciała rozmyty na nie. Pierś czerwona, najpierw kontrastowa, a potem coraz bardziej się rozmywa. Pomiędzy nią a wierzchem ciała jest jeden, żółtooliwkowy, trochę trójkątny kawałek. Skrzydła są podobne jak u kawki – czarne, granatowo połyskujące na całej powierzchni. Ma szare nogi z dwoma palcami do przodu i do tyłu. Poza tym cały spód ciała żółty. Nad pokrywami nadogonowymi widać trochę brązowego. Ogon taki jak skrzydła.
Wymiary
- długość ciała: 19–20 cm
- rozpiętość skrzydeł: 25 cm
- masa ciała: 85–113 g

## Ekologia i zachowanie
BiotopWilgotne lasy górskie.
ZachowanieŻyje w grupach, w których są „pomocnicy”. Ich zadanie to pomagać parze z pisklętami wychowywać je.
PożywienieRóżne owoce i bezkręgowce.
GłosObie płcie śpiewają pieśnią złożoną z trąbiących dźwięków, często robią to razem. Poza tym fuczą podobnie do wiewiórki, wydają miękkie „kłok”, a gdy coś go zaniepokoi, głośno klapie dziobem.
LęgiWyprowadza 1 lęg, czasem 2, a nawet 3. Dziobem wydłubuje dziuplę w martwym drzewie, na wysokości ok. 1,5 m. Składa 3–5 jaj, a inkubacja trwa 14–15 dni. Młode latają po 43–46 dniach.

## Status
IUCN uznaje tęgogłowika wielobarwnego za gatunek bliski zagrożenia (NT, Near Threatened) nieprzerwanie od 1994 roku. Liczebność populacji nie została oszacowana, ale ptak ten opisywany jest jako rzadki (uncommon). Trend liczebności populacji jest uznawany przez BirdLife International za spadkowy ze względu na utratę siedlisk i nielegalny odłów do niewoli (jako ptak klatkowy). Gatunek jest wymieniony w załączniku III konwencji CITES.